# Jean Piaget
 Der er for få eller ingen kildehenvisninger i denne artikel, hvilket er et problem. Du kan hjælpe ved at angive troværdige kilder til de påstande, som fremføres i artiklen.

Jean Piaget (født 9. august 1896 i Neuchatel, død 16. september 1980) var en schweizisk psykolog, der er kendt for sine studier af tankeprocessen hos børn. Hans resultater har haft betydelig indflydelse på vor tids undervisningsmetoder. Piaget betragtede barnets opfattelsesevne som ustabil, forvredet og fyldt med illusioner og indlæringsprocessen eller opvæksten, som en gradvis tilnærmelse til en mere ordnet og systematisk erfaringsverden, der hjælper barnet til at tilpasse sig sine omgivelser.
Ifølge Ernst von Glasersfeld, var Jean Piaget "den store pioner inden for den konstruktivistiske teori om viden." Hans ideér blev ikke populariseret bredt før end i 1960'erne. Dette førte derefter til fremkomsten af studiet af udvikling som en vigtig sub-disciplin i psykologi. Ved udgangen af det 20. århundrede var Piaget kun overgået af B.F. Skinner som den mest citerede psykolog fra den tid.

## Piagets teorier
Senso- motorisk fase: ca. 0 – 2 år:
- Barnet udvikler sansninger og bevægelser, cirkelreaktion:
- Medfødte reflekser: sutte, gribe.
- Primær cirkelreationer, udforsker og bliver derved opmærksom.
- Sekundære cirkelreaktioner. Eks. en rangle –sjov – det skal jeg prøve igen.!!
- Koordinering.
- Tertiær. Eksperimenterer.
- Mentale repræsentationer.:
- Hvis nu jeg gør ’sådan’ så sker der noget.

Præoperationelle fase ca. 2 – 6 år.
- Egocentrisk – ens situation kan opleves anderledes, den det barnet selv tænker. Irreversibel. *Tænker ikke logisk endnu.
- Animisme: tror på alt i naturen er levende og indeholder en sjæl vilje eller kraft og liv
- Intuitiv. Stærk bedømmelse. Og afhængig af iagttagelser. Kan registrere at noget er konstant og andet forandrer sig.

Konkret- operationel fase ca. 6 - 11 år
- Logisk og systematisk tænkning
- Konservation. Ser – antal og længde, på trods af forskellig størrelse – forstås mængden
- Kan tænke reversibelt - huske baglæns.
- Decentrering, se en situation i flere perspektiver.

Formelt –operationelle fase ca. 11 år -
- Hypotetisk tænkning.
- Forudsige en situation.
- Formulerer en konklusion. Før de har afprøvet den.
- Abstrakt tænkning. Tænke logisk – (vand er vådt, så jeg bliver våd, hvis jeg springer i vandet.

## Skemateorien
Skemateorien er en teori (kognitive skemaer), der forsøger at beskrive, hvordan mennesker strukturerer viden og dermed lærer. Piaget taler for, at man lærer ved at lagre viden i henholdsvis figurative og operative skemaer. Disse lagrer henholdsvis fænomener og handlinger/konsekvenser.
Ny viden udvikler barnets forståelse for omverden ved enten at assimilere eller akkommodere sig i de eksisterende skemaer. Piaget forklarer de to forskellige tilpasningsmuligheder på følgende vis:
- Assimilation: Ny viden passer ind i de etablerede skemaer og man har derved en evne til at begribe noget nyt umiddelbart.
- Akkommodation: De etablerede skemaer rekonstrueres eller tilpasses, og man benytter således en evne til at ændre ved sine kognitive strukturer, for at kunne opfatte "det nye".

Akkommodation også kaldet: overskridende læring og assimilation også kaldet: tilføjende læring har til formål at skabe balance mellem nye erfaringer og etableret viden.

## Stadieteorien
Stadieteorien er en teori Piaget udviklede, idet han opdagede, at børns kognitive udvikling er delt op i nogle faser (stadier), hvor barnet udvikler forskellige intelligenser. Der er her tale om følgende trin:
- Det sanse-motoriske stadium (0-2 år)
- Det præ-operationelle stadium (2-7 år)
- Det konkret-operationelle stadium (7-11 år)
- Det formelt-operationelle stadium (11- år)

Barnets tænkning udvikler sig gennem disse stadier fra at være primitivt forskende til at være videnskabelig filosofisk.

### Den sansemotoriske periode
Perioden kendetegnes ved, at barnet udvikler sanser og bevægelser ved erfaring af verden. Den første erfaring kan ofte foretages gennem reflekser, men derefter sker handling og sansning i en vekselvirkning med verden omkring barnet.
- Modifikation: afpasning af de reflekser barnet starter med (sutte på objekter, griber og piller ved objekter med hænder. Barnet lærer differentiering og generalisering – forskelle og ligheder
- Intentionelle handlinger: der er et formål med at handle, ikke bare pr. refleks, men ved eksperimenterer/lærer formers funktioner (bolden triller, æsken gør ikke)
- Den mentale repræsentation: kropslig kommunikation Repræsentation starter med at være kropslig, senere er en kop den kop barnet drikker af
- Objektkonstans: for barnet eksisterer kun de objekter, det kan se. Når objektet ikke kan ses er det ude af barnets verden. Om objektet har en naturlig placering, leder barnet efter det samme sted som første gang
- Tegn: tilfældigt ord for barnet = en kop

### Den præ-operationelle periode
I denne fase, der vejledende er fra barnet er fyldt to til det er syv, kan barnet begynde at forstå symboler og dermed kan det eksempelvis lade som om, det sover. Samtidig kan barnet relatere en ting til en situation. Sproget udvides endvidere og barnet kan bedre placere sig i omverdenen, men barnet er dog kun i stand til at se omverden fra egen synsvinkel.

### Den konkret-operationelle periode
Det konkret-operationelle stadium er fra 7 til 11 års alderen og er karakteriseret ved følgende:
- en inderliggørelse af handlinger/barnet forbinder dele til hele situationer.
- synsvinklen decenteres og barnet er derved mindre egoistisk.
- forskellige processer kan vendes om til mere logisk opfattelse af den fysiske verden (et kilo bly eller et kilo fjer eller vand fra et højt og smalt glas over til et lille og bredt glas indeholder samme mængde vand).
- overkomme reversibilitet – dvs. evnen til at vende processen om.
- forstår volumenpersistens fx at vandet fylder mere i glasset, hvis der kommes en sukkerknald deri.

### Den formelt-operationelle periode
Fasen starter i ca.11 års alderen og varer resten af livet. Denne fase er slutpunktet for den kognitive udvikling, dog udvikles den stadig i takt med, at barnets viden om verdens faktiske forhold øges. Barnet begynder i denne fase at kunne tænke logisk, abstrakt og forestille ting, der ikke er der. Det kan desuden opstille hypoteser, tanker og forestillinger. Barnet kan desuden arbejde med syllogismer som "mor kan ikke flyve, stenen kan ikke flyve, mor=sten" og tænke over sin egen tænkning (miniforskning).
Piaget mener, at barnet nu handler overfor den fysiske omverden på samme måde som den naturvidenskabelige forsker og det forholder sig til problemer som en lille logiker.
Eksempel på syllogisme:
Får barnet at vide, at bananer kun kan vokse hvor der er meget varmt og, at der er meget koldt på Grønland, vil barnet uden tvivl svare, at bananer ikke kan vokse på Grønland. -Selvom barnet hverken har været på Grønland eller set en bananplante.

## Kritik
Piaget fremsætter sin teori som værende universel, det vil sige at teorien i hans øjne gælder for alle kulturer, alle mennesker til alle tider. Især dette punkt ved hans teorier bliver kritiseret. I den forbindelse er det etnocentrismen i hans teori, der kritiseres – han tager altså udgangspunkt i sin egen kultur og fremsætter en teori, der beskriver andre kulturer.
Forskellige kulturer kan meget vel have forskellige udgangspunkter for den kognitive udvikling.
Hans fasetænkning er også blevet kritiseret. Kritikken går på, at nogle kompetencer udvikler sig parallelt.
Et tredje kritikpunkt er, at han ikke gør noget ud af den emotionelle udvikling som grundlag for den sociale intelligens.
Piaget er også blevet kritiseret for at fokusere på matematisk og sproglig intelligens (og ikke andet). Desuden mener udviklingspsykologer, til forskel fra Piaget, ikke at man kan tale om egocentrisme i 6-7års alderen.
Bibliografi
- Recherche, Lausanne, La Concorde, 1918, Table des matières - archive.
- Le Langage et la pensée chez l'enfant, Paris, Delachaux et Niestlé, 1923.
- La représentation du monde chez l'enfant, Quadrige, PUF, 2003, (ISBN 978-2-13-053978-0), ( 1re édition : PUF, 1926 )
- La causalité physique chez l'enfant, Paris, F. Alcan., 1927, Table des matières - archive.
- Le jugement moral chez l'enfant, Bibliothèque philosophie contemporaine, Paris, PUF,  (ISBN 978-2-13-044182-3), (1re édition : PUF, 1932).
- La naissance de l'intelligence chez l'Enfant, Delachaux et Niestlé, 1936, Table des matières - archive.
- La construction du réel chez l'enfant, Paris, Delachaux et Niestlé, 1937, Table des matières - archive.
- Classes, relations et nombres: essai sur les groupements de la logistique et sur la réversibilité de la pensée, Paris, J. Vrin, 1942, Table des matières - archive.
- Introduction à l'épistémologie génétique. Tome I: La pensée mathématique, PUF, 1950, Paris.
- Introduction à l'épistémologie génétique. Tome II: La pensée physique, PUF, 1950, Paris.
- Introduction à l'épistémologie génétique. Tome III: La pensée biologique, la pensée psychologique et la pensée sociale, PUF, 1950, Paris.
- Essai sur les transformations des opérations logiques: les 256 opérations ternaires de la logique bivalente des propositions, Paris, PUF, 1952, Table des matières - archive.
- Les liaisons analytiques et synthétiques dans les comportements du sujet, (avec L. Apostel, W. Mays, A. Morf), Paris, PUF, 1957, Table des matières - archive.
- Six études de psychologie, Folio essais, 1964.
- Sagesse et illusions de la philosophie, PUF, 1965, coll. À la pensée, Paris, 3ème éd., 1972
- Études sociologiques, Librairie Droz, 1965, Genève.
- La psychologie de l'enfant, Jean Piaget et Bärbel Inhelder, Quadrige, PUF, 2004,  (ISBN 978-2-13-053568-3),(1re édition : 1966, Que sais-je ? n°, PUF, (ISBN 2-13-035567-6)) .
- Logique et connaissance scientifique, Encyclopédie de la Pléiade, 1967.Table des matières avec patronymes des contributeurs - archive.
- Biologie et connaissance. Essai sur les relations entre les régulations organiques et les processus cognitifs, Gallimard, coll. L'avenir de la science, 1967, Paris.
- , Paris, PUF, coll. « Quadrige », octobre 2007 (1re éd. 1968, coll.Que-sais-je, 12 rééditions), 125 p. (ISBN 978-2-13-056432-4)
- Psychologie et pédagogie, Gonthiers Denoël, 1969, coll. Médiations, Paris.
- Psychologie et épistémologie, Gonthiers Denoël, 1970, coll. Médiations, Paris.
- Où va l'éducation ?, Gonthiers Denoël, 1972, coll. Médiations, Paris.
- L'équilibration des structures cognitives : problème central du développement, Paris, PUF, 1975, Table des matières - archive.
- Le comportement, moteur de l'évolution, Éditions du seuil, 1976.
- De la pédagogie, Éditions Odile Jacob, 1988, Paris.
- Morphismes et catégories: comparer et transformer, (avec G. Henriques, E. Ascher et coll.), Neuchâtel, Delachaux et Niestlé, 1990,  Table des matières - archive.
- L'épistémologie génétique, Que sais-je ? no 1399, PUF, (22e édition) 2005, (ISBN 978-2-13-054997-0) (1re édition : 1970). Piaget Jean, , dans , Paris, Presses Universitaires de France, coll. « Que sais-je ? », 2005, 128 p.(lire en ligne [archive])

## Værker i dansk oversættelse
- Piaget, J. (1970): Barnets psykiske udvikling. Hans Reitzels Forlag